# Federazione di rugby a 15 della Lettonia
La Federazione Rugby XV della Lettonia (in lettone: Latvijas Regbija Federācija) è l'organo che governa il Rugby a 15 in Lettonia.
Affiliata all'International Rugby Board, è inclusa fra le nazionali di terzo livello senza esperienze di Coppa del Mondo.